# Taquarana
Taquarana là một đô thị ở bang Alagoas, Brasil. 
Dân số năm 2004 ước tính là 17.168 người.